# Monacon senex
Monacon senex är en stekelart som beskrevs av Boucek 1980. Monacon senex ingår i släktet Monacon och familjen gropglanssteklar.
Artens utbredningsområde är Sri Lanka. Inga underarter finns listade i Catalogue of Life.